# Ragù bolognese
Il ragù bolognese (chiamato ragù per antonomasia a Bologna, ragó in bolognese) è un tipico ragù di carne macinata mista della cucina bolognese. 
È tradizionalmente servito con le tagliatelle all'uovo (tagliatelle al ragù), ma è usato anche per condire altri tipi di pasta come le lasagne al forno e il tipico piatto povero del passato, la polenta.
Un uso comune fuori dall'Italia del ragù è come condimento per gli spaghetti, erroneamente chiamati "spaghetti alla bolognese", piuttosto diffusi nel Nord Europa e in Nord America. Tale piatto non è tuttavia da attribuirsi alla cucina bolognese, in quanto la cucina emiliana ha sempre preferito la sfoglia all'uovo, solitamente fresca, rispetto alle paste di semola di grano duro, generalmente secche.

## Storia
L'origine della parola "ragù" è un francesismo (derivato dal termine ragoût), con cui un tempo si indicavano tutte quelle preparazioni in cui la carne (ma all'occasione anche il pesce o le verdure) veniva ridotta in pezzettini poi cotti in umido a fuoco basso per lungo tempo. Non è chiaro quando il termine iniziò ad essere impiegato in Italia, ma il “ragù” era già presente nelle tavole degli aristocratici del Rinascimento, inizialmente come piatto a sé (così come è tuttora nella cucina francese) e solo successivamente utilizzato per condire la pasta.
La prima fonte scritta che riporta una ricetta del ragù servito come condimento per la pasta è un manoscritto di fine Settecento, redatto da Alberto Alvisi, cuoco del Cardinal Barnaba Chiaramonti, vescovo di Imola e futuro papa Pio VII.
La ricetta, inizialmente consistente di un soffritto di carni bovine con "odori" (sedano, carota e cipolla), lardo e burro, ha subito variazioni nel corso del tempo, la principale delle quali fu l'introduzione nell'Ottocento del pomodoro (o, più spesso, del concentrato).
Nell'ottobre del 1982 la delegazione di Bologna dell'Accademia italiana della cucina ha depositato presso la Camera di commercio, industria, artigianato e agricoltura di Bologna la ricetta del ragù bolognese, allo scopo di garantire la continuità e il rispetto della tradizione gastronomica bolognese in Italia e nel mondo.

## Ricetta
La preparazione del ragù bolognese ha subito numerose variazioni nel corso del tempo: basti pensare che nella versione riportata da Pellegrino Artusi nel suo manuale del 1891 non era previsto il pomodoro.

### Ingredienti
(per 4 persone)
- 300 g di polpa di manzo (cartella o in alternativa - nella versione "attualizzata" - pancia o fesone di spalla o fusello)[9] macinata grossa
- 150 g di pancetta di maiale
- 50 g di carota gialla
- 50 g di costa di sedano
- 50 g di cipolla bianca
- 50 g di burro
- 20 g di triplo concentrato di pomodoro (o - nella versione "attualizzata" - 300 g di passata di pomodoro o pelati)[9]
- ½ bicchiere di vino rosso o bianco secco
- 1 bicchiere di latte intero
- poco brodo
- sale e pepe

### Preparazione
In un tegame (di terracotta o di alluminio spesso) di circa 20 cm di diametro viene sciolta la pancetta tritata fine. Successivamente si uniscono il burro e gli odori (sedano, carota e cipolla) tritati fini, i quali vengono fatti appassire dolcemente. Si unisce poi la carne macinata e si mescola bene con un mestolo facendola rosolare finché non “sfrigola”. Il composto va bagnato con il vino e mescolato delicatamente sino a quando il vino non è completamente evaporato. Si unisce poi il pomodoro concentrato (oppure la passata o i pelati), si copre con un coperchio e si fa sobbollire lentamente per circa due ore, aggiungendo all'occorrenza del brodo. Verso la fine della preparazione, è necessario aggiungere il latte per donare cremosità e smorzare l'acidità del pomodoro. Si aggiusta infine di sale e di pepe secondo i gusti.
Qualora il ragù venga utilizzato per condire paste secche, è possibile aggiungere la panna ottenuta dalla bollitura di 1 litro di latte intero. Per le tagliatelle o altre paste fresche all'uovo il suo uso è invece da escludere.